# Fulda (huyện)
Fulda (/ˈfʊlda/) là một huyện (Kreis) ở đông bắc Hesse, Đức. Các huyện giáp ranh là: Hersfeld-Rotenburg, Wartburgkreis, Schmalkalden-Meiningen, Rhön-Grabfeld, Bad Kissingen, Main-Kinzig, Vogelsbergkreis.

## Lịch sử
Huyện được thành lập năm 1821, khi lãnh địa Fulda thành một tỉnh của Hesse, và được chia thành 4 huyện. Năm 1866, phía bắc Hesse thuộcPhổ, bao gồm khu vực Gersfeld trước đó thuộc Bavaria. Năm 1927, thành phố Fulda được tách khỏi huyện, năm 1932 huyện còn lại được sáp nhập với huyện Gersfeld. Năm 1972, các đô thị nhỏ được sáp nhập vào 23 đô thị lớn, năm 1974 thì thành phố Fulda được nhập vào huyện. Năm 1975, huyện Hünfeld được chuyển vào huyện Fulda.

## Địa lý
Huyện tọa lạc ở the Rhön và dãy núi Vogelsberg. Sông chính chảy qua huyện này là sông Fulda.

## Thị xã và đô thị
| Thị xã                                  | Đô thị | |
| --------------------------------------- | --- | --- |
| 1. Fulda 2. Gersfeld 3. Hünfeld 4. Tann | 1. Bad Salzschlirf 2. Burghaun 3. Dipperz 4. Ebersburg 5. Ehrenberg 6. Eichenzell 7. Eiterfeld 8. Flieden 9. Großenlüder 10. Hilders | 1. Hofbieber 2. Hosenfeld 3. Kalbach 4. Künzell 5. Neuhof 6. Nüsttal 7. Petersberg 8. Poppenhausen 9. Rasdorf |